# Abenteuer in Rom
Abenteuer in Rom ist ein US-amerikanisches Filmdrama aus dem Jahr 1962 von Delmer Daves. Das Drehbuch des Films basiert auf dem Roman Lovers Must Learn von Irving Fineman.

## Handlung
Die Bibliothekarin Prudence Bell erhält einen Verweis von ihrer Schule, weil sie einem Schüler das Lesen in einem indizierten Buch über die Liebe erlaubt hat. Sie kündigt ihre Stelle und reist per Schiff nach Italien, um selbst etwas über die Liebe zu lernen. Auf dem Schiff lernt sie den eleganten Italiener Roberto Orlandi kennen, der sich gerne dazu bereit erklärt, ihr Lehrer in Sachen Liebe zu werden. Prudence erwehrt sich jedoch der Avancen des galanten Robertos.
In Rom findet Prudence eine Anstellung in einem Buchladen. Sie wohnt in einer Pension, in dem auch der amerikanische Architekturstudent Don Porter abgestiegen ist. Dons wohlhabende und verwöhnte Freundin Lyda kehrt in die Staaten zurück. Nun beginnt sich Don mit Prudence zu treffen. Sie verbringen ihren Sommerurlaub zusammen und fahren quer durch Italien. Prudence beginnt sich in den Studenten zu verlieben.
Als sie wieder in Rom sind, wird Don von Lyda erwartet. Für einen Kampf um Don fühlt sich Prudence zu unerfahren. Sie zieht ihr bestes Kleid an und besucht Roberto, der nun seinerseits Prudences Avancen abwehrt. Er will nicht, dass sie die elegante Lyda imitiert. Prudence entschließt sich, in die USA zurückzukehren. Als das Schiff in New York anlegt, sieht sie Don am Kai, der sie erwartet.

## Kritiken
Das Lexikon des Internationalen Films über den Film: „Schwerfällig inszenierte Junge-Leute-Geschichte, immerhin getragen von sympathischen Darstellern.“

## Hintergrund
Der Film wurde am 15. März 1962 in den USA uraufgeführt. In Deutschland erschien er erstmals am Neujahrstag 1963 in den Kinos.
Die Produktion der Warner Bros. wurde am Lago Maggiore in Norditalien gedreht.
Der Bandleader und Trompeter Al Hirt hat einen Gastauftritt als Trompeter in einem Nachtclub in Rom.
Die beiden Hauptdarsteller Suzanne Pleshette und Troy Donahue verliebten sich auch privat ineinander. Im Januar 1964 heiratete das Paar, die Hochzeit wurde vom Produktionsstudio bezahlt.